# Озеро Увс (Титан)
Увс (лат. Uvs Lacus) — углеводородное озеро на поверхности самого крупного спутника Сатурна — Титана. Диаметр — 26,9 км. Координаты объекта: 69°36′ с. ш. 114°18′ в. д. / 69,6° с. ш. 114,3° в. д.. Состоит из жидких углеводородов, главным образом это метан, этан и пропан.
Расположено в восточном полушарии, вблизи северного полюса, южнее моря Лигеи. По озеру проходит 70-й градус северной параллели.
Имеет форму, наиболее близкую к овалу. Западная часть наиболее мелководна.
Вблизи озера, западнее и восточнее, берут начало два крупных канала («реки»), впадающих в юго-западную часть моря Лигеи.
Обнаружено на снимках космического аппарата «Кассини-Гюйгенс». Названо в честь земного озера Убсу-Нур, расположенного на территории Монголии и России. Название было утверждено Международным астрономическим союзом в 2010 году.